# Marty Napoleon

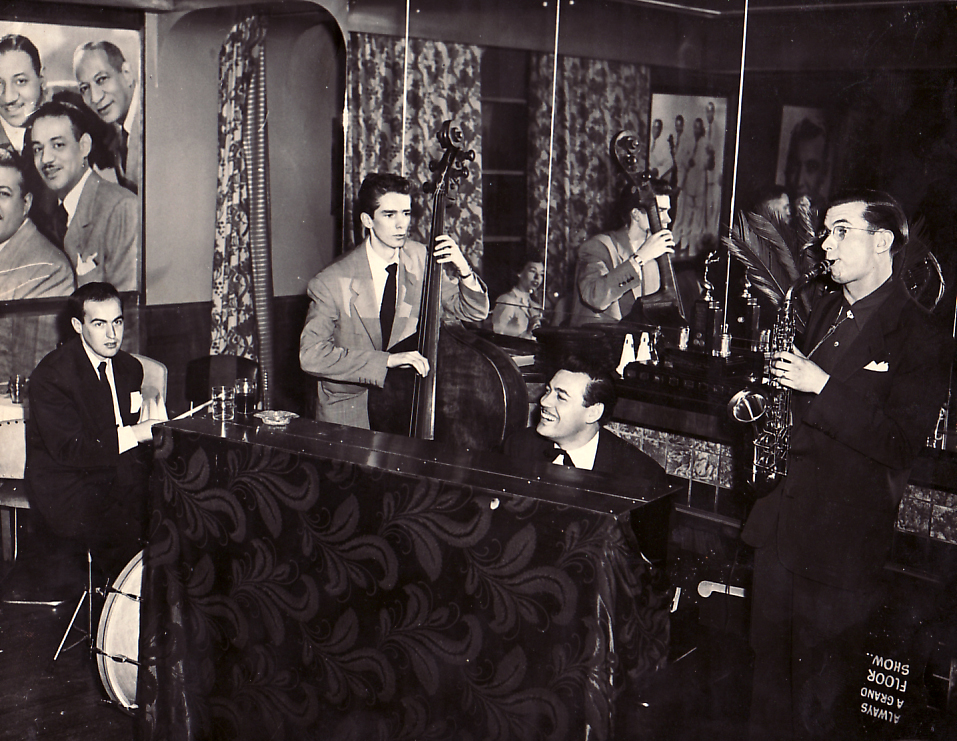
Marty Napoleon (achter de piano) in Penthouse, Vancouver, april 1952.

Marty Napoleon (Brooklyn, 2 juni 1921 - 27 april 2015) was een Amerikaanse jazz-pianist. Hij speelde swing en bop en werkte onder meer bij de All Stars van trompettist Louis Armstrong.
Napoleon kwam uit een muzikale familie: zijn broer Teddy Napoleon was eveneens pianist, zijn oom Phil was trompettist en bandleider. Marty Napoleon begon ook op de trompet, maar stapte over op de piano vanwege hartproblemen. Hij werkte onder meer in de bands van Bob Astor, Chico Marx (naast Barney Kessel en George Wettling), Joe Venuti, Lee Castle, Charlie Barnet en Gene Krupa. In het begin van de jaren vijftig speelde hij in de band van oom Phil en werkte hij opnieuw met Ventura. In de periode 1952-1953 was hij actief bij Armstrong, waar hij Earl Hines verving. Hij had met broer Teddy een kwartet (met twee piano's) en speelde bij Coleman Hawkins, Charlie Shavers en Henry "Red" Allen. Hij was verder freelancer en had eigen trio's. In de jaren zestig werkte hij opnieuw regelmatig bij Armstrong (1966-1971).
Napoleon heeft een paar platen als leider gemaakt. Hij is verder te horen op albums van onder andere Ruby Braff, Phil Bodner, Fats Navarro en Charlie Parker.

## Discografie
Singles en ep's:
- Makin' Whoopie/Autumn leaves, Stere-O-Craft
- Apple Blossom Time/Girl of My Dreams/You Made Me Love You/Out of Nowhere, Stere-O-Craft

Lp's en cd's:
- Napoleon Swings and Sings, Bethlehem Records, 1955
- Jazz from Then Till Now, Everest Records, 1958
- We Three: A Jazz Approach to Stereo, Everest Records, 1959
- Swingin' at 90, 2012

## Bron
- Biografie op Allmusic door Scott Yanow, met discografie

- Biblioteca Nacional de España: XX1045489
- Bibliothèque nationale de France: cb13897856b (data)
- Gemeinsame Normdatei: 134575881
- International Standard Name Identifier: 0000 0001 1465 8637
- Library of Congress Control Number: n86133988
- MusicBrainz: b5ece8f6-46fa-4013-af94-60f0d986ee0b
- Système universitaire de documentation: 15647932X
- Virtual International Authority File: 197213
- WorldCat: E39PBJxH36Q8WYqcmMWj7HXmVC